# Агитпункт

Агитпункт в клубе воинской части г.Клин-9(1976г.)

Агитпу́нкт — политико-просветительское учреждение в СССР. Агитпункты были созданы в городах и на железнодорожных станциях постановлением Совета рабочей и крестьянской обороны от 13 мая 1919 года как центры политической пропаганды. Должны были посредством информационных материалов и живой агитации разъяснять населению действия и цели советской власти, приобщать его к выполнению этих целей. Играли важную роль до и во время Великой Отечественной войны.